# Challenge du Boischaut-Marche
Le Challenge du Boischaut-Marche est un classement qui prend en compte les résultats de plusieurs courses disputées en fin de saison dans le département du Cher. Il a été créé en 1987.
Depuis 2016, chacune de ses manches est inscrite au calendrier national de la Fédération française de cyclisme.

## Programme
En 2023, les épreuves figurant au calendrier sont les suivantes : 
- Grand Prix des Grattons
- Prix des Vins Nouveaux
- Grand Prix des Foires d'Orval
- Circuit des Deux Ponts
- Prix des Vendanges à Maisonnais
- Grand Prix du Centre de la France

## Palmarès
| Année     | Vainqueur          | Deuxième            | Troisième           |
| --------- | ------------------ | ------------------- | ------------------- |
| 1988      | Éric Fouix         |                     |                     |
| 1989      | ?                  | ?                   | ?                   |
| 1990      | Éric Fouix         |                     |                     |
| 1991-1992 | ?                  | ?                   | ?                   |
| 1993      | Éric Fouix         |                     |                     |
| 1994-1997 | ?                  | ?                   | ?                   |
| 1998      | Frédéric Finot     |                     |                     |
| 1999      | ?                  | ?                   | ?                   |
| 2000      | Plamen Stoyanov    |                     |                     |
| 2001      | ?                  | ?                   | ?                   |
| 2002      | Stéphane Auroux    |                     |                     |
| 2003      | Marc Staelen       |                     |                     |
| 2004-2008 | ?                  | ?                   | ?                   |
| 2009      | Jean-Luc Masdupuy  | Ronan Racault       | Sébastien Boire     |
| 2010      | Yannick Martinez   |                     |                     |
| 2011      | Yannick Martinez   | Romain Fondard      | Stéphane Bénetière  |
| 2012,     | Romain Combaud     | Thomas Girard       | Frédéric Finot      |
| 2013,     | Thomas Girard      | Mickaël Larpe       | Antony Tévenot      |
| 2014,     | Mickaël Larpe      | Ronan Racault       | Jérôme Mainard      |
| 2015,     | Mickaël Larpe      | Valentin Deverchère | Marc Staelen        |
| 2016,     | Pierre Bonnet      | Ronan Racault       | Samuel Plouhinec    |
| 2017,     | Geoffrey Bouchard  | Clément Carisey     | Baptiste Constantin |
| 2018,     | Mickaël Guichard   | Baptiste Constantin | Florent Pereira     |
| 2019,     | Pierre Almeida     | Baptiste Constantin | Pierre Bonnet       |
| 2020,     | Alexandre Delettre | Clément Carisey     | Siim Kiskonen       |
| 2021,     | Loïc Forestier     | Siim Kiskonen       | Ronan Racault       |
| 2022      | Sten Van Gucht     | Siim Kiskonen       | Yannick Martinez    |
| 2023      | Yannick Martinez   | Justin Ducret       | Quentin Bezza       |